# Монтажний кресленик

Приклад виконання зображень на монтажному кресленику

Монта́жний кре́сленик — кресленик, що входить у комплект конструкторської документації, котрий являє собою контурне (спрощене) зображення виробу, а також дані, необхідні для його встановлення (монтажу) на місці експлуатації.
Монта́жний кре́сленик — кресленик, який показує загальну форму складника виробу і містить необхідну інформацію стосовно його положення відносно з'єднаних з ним структур або відповідних складників.

## Призначення
Монтажні кресленики випускають на:
- вироби, що монтуються на одному визначеному місці (пристрої, об'єкті, фундаменті);
- вироби, що монтуються у декількох різних місцях (пристроях, об'єктах).

Монтажні кресленики виконують, також, у тих випадках, коли необхідно показати з'єднання окремих складових частин комплексу між собою на місці їх експлуатації.

## Вимоги до виконання

### Зміст кресленика
Монтажний кресленик повинен містити:
- зображення виробу, що монтується;
- зображення виробів, що застосовуються при монтажі, а також повне або часткове зображення пристрою (конструкції, фундаменту), до якого виріб кріпиться;
- установчі і приєднувальні розміри з граничними відхиленнями;
- перелік складових частин, необхідних для монтажу;
- технічні вимоги до монтажу виробу.

### Правила виконання зображень
Монтажні кресленики  виконують за тими ж правилами, що і складальні кресленики, до яких додаються наступні:
1. Виріб, що монтується, зображують на креслениках спрощено. Детально показують лише ті елементи конструкцій, які необхідні для правильного монтажу виробу.
2. Споруду (об'єкт, фундамент), в якій монтується виріб, зображують спрощено. Показують лише ті частини, які необхідні для правильного визначення місця розташування виробу.
3. Зображення виробу, що монтується, виконують суцільною товстою лінією, а елементи будівлі, в якій монтується виріб, - суцільними тонкими лініями.
4. На монтажному кресленику, призначеному для монтажу виробу на різних місцях, вказують також розміри, що визначають специфічні вимоги до розташування виробу (наприклад, мінімальна відстань до стіни чи підлоги приміщення тощо).

### Перелік складових частин
Перелік складових частин, необхідних для монтажу, виконують за формою 1 специфікації за ГОСТ 2.106-96, окрім граф «Формат» і «Зона». Його розміщують на першому аркуші креслеників над основним написом. При нестачі місця специфікацію продовжують і розміщують зліва від основного напису, на відстані не менше 5 мм від рамки кресленика. Позиції складових частин комплексу розташовують в порядку зростання знизу вгору.
Допускається замість переліку вказувати позначення цих складових частин на полицях виносних ліній.

## Позначення
Код документа за міждержавним стандартом ГОСТ 2.102-68 — МЧ.
Згідно ДСТУ ГОСТ 2.104:2006 в основному написі монтажного кресленика у графі познаки документа вказують познаку кресленика та код документа «МЧ». У графі найменування: назву виробу, а під нею запис «Монтажний кресленик».